# Artemita insularis
Artemita insularis är en tvåvingeart som beskrevs av James 1962. Artemita insularis ingår i släktet Artemita och familjen vapenflugor. Inga underarter finns listade i Catalogue of Life.